# Nederlandse kampioenschappen schaatsen afstanden 2006
De Nederlandse kampioenschappen afstanden 2006 werden van 27 december tot 30 december 2005 gehouden in Thialf (Heerenveen).
Bij dit toernooi waren er nationale afstandstitels te winnen, maar nog belangrijker voor de schaatsers waren de kwalificaties voor de Olympische Winterspelen in Turijn. Het toernooi werd door deze kwalificaties voor Turijn door de schaatsers en de media het Olympisch kwalificatietoernooi – of kortweg OKT – genoemd.

## Dag 1 – 27 december 2005

### 1500 meter vrouwen
De top drie wist zich direct te plaatsen voor de Winterspelen in Turijn. Doordat er maar tien schaatsers en schaatssters per land mogen deelnemen aan de Spelen, was de kwalificatie van Wieteke Cramer afhankelijk van de skate-off op de 1000 meter tussen Paulien van Deutekom en Barbara de Loor. Had Van Deutekom gewonnen dan was er nog een plaats over voor Turijn, maar begin januari besliste De Loor de skate-off in haar voordeel en viel Wieteke Cramer af voor de Spelen.
| #      | Schaatsster             | Tijd    |
| ------ | ----------------------- | ------- |
| Goud   | Ireen Wüst              | 1.56,71 |
| Zilver | Paulien van Deutekom    | 1.58,93 |
| Brons  | Renate Groenewold       | 1.59,00 |
| 4      | Wieteke Cramer          | 1.59,06 |
| 5      | Els Murris              | 1.59,54 |
| 6      | Tessa van Dijk          | 1.59,62 |
| 7      | Annette Gerritsen       | 2.00,07 |
| 8      | Foske Tamar van der Wal | 2.00,42 |
| 9      | Moniek Kleinsman        | 2.00,73 |
| 10     | Sandra 't Hart          | 2.00,81 |

### 5000 meter mannen
De top drie wist zich rechtstreeks te kwalificeren voor Turijn, omdat ze allen een nominatie op zak hadden. Omdat er maar drie afgevaardigden mogen uitkomen op de twee langste afstanden per land, kwamen de olympisch kampioenen van 1998 (Gianni Romme) en 2002 (Jochem Uytdehaage) niet uit op deze afstand op de Winterspelen. Op de vierde plaats kwam Rintje Ritsma, die wel naar Turijn mee mocht op de ploegenachtervolging.
| #      | Schaatser          | Tijd    |
| ------ | ------------------ | ------- |
| Goud   | Carl Verheijen     | 6.17,58 |
| Zilver | Sven Kramer        | 6.18,78 |
| Brons  | Bob de Jong        | 6.22,38 |
| 4      | Rintje Ritsma      | 6.24,33 |
| 5      | Gianni Romme       | 6.27,94 |
| 6      | Jochem Uytdehaage  | 6.29,61 |
| 7      | Ralf van der Rijst | 6.32,84 |
| 8      | Sicco Janmaat      | 6.34,30 |
| 9      | Wouter Olde Heuvel | 6.34,67 |
| 10     | Brigt Rykkje       | 6.34,74 |

## Dag 2 – 28 december 2005

### 3000 meter vrouwen
De top drie wist zich rechtstreeks te kwalificeren voor Turijn, omdat ze allen een nominatie op zak hadden.
| #      | Schaatsster             | Tijd    |
| ------ | ----------------------- | ------- |
| Goud   | Ireen Wüst              | 4.04,33 |
| Zilver | Renate Groenewold       | 4.04,64 |
| Brons  | Moniek Kleinsman        | 4.07,03 |
| 4      | Wieteke Cramer          | 4.08,52 |
| 5      | Gretha Smit             | 4.09,28 |
| 6      | Foske Tamar van der Wal | 4.11,10 |
| 7      | Jenita Hulzebosch-Smit  | 4.11,17 |
| 8      | Tessa van Dijk          | 4.11,85 |
| 9      | Carien Kleibeuker       | 4.11,91 |
| 10     | Marja Vis               | 4.12,45 |

### 500 meter mannen
De top drie wist zich rechtstreeks te kwalificeren voor Turijn, omdat ze allen een nominatie op zak hadden. Gerard van Velde kwalificeerde zich niet rechtstreeks, ondanks dat hij een nominatie op zak had en vierde werd. Van Velde werd namelijk gedeeld vierde met Jacques de Koning die door deze prestatie ook een nominatie bewerkstelligde. Door middel van een skate-off over tweemaal een 500 meter zou bepaald worden wie de vierde plek mocht opeisen. Begin januari won De Koning in Thialf beide 500 meters. Hij moest echter nog wel vormbehoud tonen bij een van de wedstrijden die zouden volgen om de definitieve afvaardiging te realiseren.
| #      | Schaatser         | 1e 500m    | 2e 500m    | Totaal  |
| ------ | ----------------- | ---------- | ---------- | ------- |
| Goud   | Jan Bos           | 35,58 (2)  | 35,37 (1)  | 70,950  |
| Zilver | Beorn Nijenhuis   | 35,74 (6)  | 35,46 (2)  | 71,200  |
| Brons  | Erben Wennemars   | 35,72 (5)  | 35,52 (3)  | 71,240  |
| 4      | Jacques de Koning | 35,62 (4)  | 35,67 (4)  | 71,290  |
| 5      | Gerard van Velde  | 35,60 (3)  | 35,69 (5)  | 71,290  |
| 6      | Alexander Oltrop  | 35,88 (7)  | 35,80 (7)  | 71,680→ |
| 7      | Jan Smeekens      | 36,00 (8)  | 35,72 (6)  | 71,720  |
| 8      | Yuri Solinger     | 36,51 (11) | 36,19 (8)  | 72,700  |
| 9      | Tim Salomons      | 36,45 (9)  | 36,61 (12) | 73,060  |
| 10     | Huub van der Wart | 36,69 (13) | 36,40 (9)  | 73,090  |

## Dag 3 – 29 december 2005

### 1000 meter mannen
De gehele top vier kwalificeerde zich voor Turijn, omdat ze allen een nominatie voor deze afstand hadden. Door een zesde plaats van Gerard van Velde op de 1000 meter wist hij zich niet te plaatsen voor de kilometer bij de Spelen, waardoor hij zijn titel van de Spelen van Salt Lake City 2002 niet kon verdedigen.
| #      | Schaatser         | Tijd    |
| ------ | ----------------- | ------- |
| Goud   | Jan Bos           | 1.09,08 |
| Zilver | Erben Wennemars   | 1.09,58 |
| Brons  | Beorn Nijenhuis   | 1.09,61 |
| 4      | Stefan Groothuis  | 1.09,87 |
| 5      | Mark Tuitert      | 1.10,08 |
| 6      | Gerard van Velde  | 1.10,65 |
| 7      | Alexander Oltrop  | 1.10,76 |
| 8      | Rhian Ket         | 1.10,87 |
| 9      | Lars Elgersma     | 1.10,90 |
| 10     | Jacques de Koning | 1.11,00 |

### 500 meter vrouwen
Marianne Timmer en Annette Gerritsen hadden een nominatie, en omdat ze op één en twee eindigden, plaatsten ze zich definitief voor de Spelen. De nummer drie, Sanne van der Star, had geen nominatie. Om zich te plaatsen voor de Spelen moest zij later tijdens het WK Sprint vormbehoud tonen. De vierde beschikbare startplek werd tussen Marieke Wijsman en Frouke Oonk betwist, de nummers vier en vijf van het OKT. Wijsman won de skate-off.
| #      | Schaatsster         | 1e 500m    | 2e 500m    | Totaal |
| ------ | ------------------- | ---------- | ---------- | ------ |
| Goud   | Marianne Timmer     | 38,74 (1)  | 38,43 (1)  | 77,170 |
| Zilver | Annette Gerritsen   | 39,06 (2)  | 38,64 (2)  | 77,700 |
| Brons  | Sanne van der Star  | 39,25 (4)  | 38,86 (3)  | 78,110 |
| 4      | Marieke Wijsman     | 39,18 (3)  | 39,44 (4)  | 78,620 |
| 5      | Frouke Oonk         | 39,52 (5)  | 39,51 (5)  | 79,030 |
| 6      | Margot Boer         | 39,76 (6)  | 39,78 (6)  | 79,540 |
| 7      | Willeke van Benthem | 39,88 (7)  | 39,78 (6)  | 79,660 |
| 8      | Els Murris          | 40,11 (8)  | 39,90 (8)  | 80,010 |
| 9      | Laurine van Riessen | 40,15 (9)  | 40,34 (9)  | 80,490 |
| 10     | Natasja Bruintjes   | 40,48 (10) | 40,43 (11) | 80,910 |

### 10.000 meter mannen
De top drie wist zich rechtstreeks te kwalificeren voor Turijn, omdat ze allen een nominatie op zak hadden. Omdat er maar drie afgevaardigden mogen uitkomen op de twee langste afstanden per land, kwamen de olympisch kampioenen van 1998 (Gianni Romme) en 2002 (Jochem Uytdehaage) niet uit op deze afstand. Uytdehaage had zich afgemeld voor deze afstand om alle energie in de 1500 meter te kunnen stoppen en omdat hij zonder nominatie voor de 10.000 meter zich alleen voor Turijn kon plaatsen als hij eerste zou worden.
| #      | Schaatser           | Tijd     |
| ------ | ------------------- | -------- |
| Goud   | Carl Verheijen      | 13.00,27 |
| Zilver | Sven Kramer         | 13.05,59 |
| Brons  | Bob de Jong         | 13.22,58 |
| 4      | Brigt Rykkje        | 13.29,89 |
| 5      | Gianni Romme        | 13.30,64 |
| 6      | Henk Angenent       | 13.33,16 |
| 7      | Boris Kusmirak      | 13.33,68 |
| 8      | Sicco Janmaat       | 13.43,05 |
| 9      | Wouter Olde Heuvel  | 13.43,53 |
| 10     | Arjen van der Kieft | 13.57,65 |

## Dag 4 – 30 december 2005
Ireen Wüst, Marianne Timmer en Annette Gerritsen hadden een nominatie, en eindigden in de top drie, dus plaatsten ze zich voor de Spelen. De nummer vier, Paulien van Deutekom, moest een skate-off rijden tegen Barbara de Loor, die ziek was tijdens het OKT. De Loor won deze skate-off.

### 1000 meter vrouwen
| #      | Schaatsster          | Tijd    |
| ------ | -------------------- | ------- |
| Goud   | Ireen Wüst           | 1.15,83 |
| Zilver | Marianne Timmer      | 1.16,65 |
| Brons  | Annette Gerritsen    | 1.17,22 |
| 4      | Paulien van Deutekom | 1.17,83 |
| 5      | Els Murris           | 1.17,85 |
| 6      | Tessa van Dijk       | 1.17,88 |
| 7      | Wieteke Cramer       | 1.18,19 |
| 8      | Marieke Wijsman      | 1.18,28 |
| 9      | Annamarie Thomas     | 1.18,46 |
| 10     | Willeke van Benthem  | 1.18,49 |

### 1500 meter mannen
De nummers één en twee, Jan Bos en Erben Wennemars, hadden een nominatie en plaatsten zich voor de Spelen. De nummer drie, Sven Kramer, had geen nominatie, en moest dus later nog vormbehoud tonen. Rhian Ket werd vierde, maar moest nog een skate-off rijden tegen Simon Kuipers, die vanwege een blessure niet mee kon doen. Kuipers won later die skate-off.
| #      | Schaatser          | Tijd    |
| ------ | ------------------ | ------- |
| Goud   | Jan Bos            | 1.46,56 |
| Zilver | Erben Wennemars    | 1.46,84 |
| Brons  | Sven Kramer        | 1.46,88 |
| 4      | Rhian Ket          | 1.46,98 |
| 5      | Beorn Nijenhuis    | 1.47,17 |
| 6      | Mark Tuitert       | 1.47,64 |
| 7      | Jochem Uytdehaage  | 1.47,97 |
| 8      | Stefan Groothuis   | 1.48,11 |
| 9      | Ralf van der Rijst | 1.48,18 |
| 10     | Carl Verheijen     | 1.48,50 |

### 5000 meter vrouwen
Carien Kleibeuker, Renate Groenewold en Gretha Smit plaatsten zich voor de Spelen. Gretha Smit was door haar derde plaats afhankelijk geworden van de prestaties van de Nederlandse schaatssters op de 3000 meter eerder in dit toernooi. Doordat Moniek Kleinsman zich op de Olympische 3000 meter niet bij de top zestien reed, mocht Gretha Smit niet starten op de Olympische 5000 meter.
| #      | Schaatsster             | Tijd    |
| ------ | ----------------------- | ------- |
| Goud   | Carien Kleibeuker       | 7.02,38 |
| Zilver | Renate Groenewold       | 7.05,85 |
| Brons  | Gretha Smit             | 7.06,08 |
| 4      | Moniek Kleinsman        | 7.06,47 |
| 5      | Wieteke Cramer          | 7.10,67 |
| 6      | Jenita Hulzebosch-Smit  | 7.11,55 |
| 7      | Helen van Goozen        | 7.13,59 |
| 8      | Marja Vis               | 7.15,78 |
| 9      | Jorien Voorhuis         | 7.18,24 |
| 10     | Foske Tamar van der Wal | 7.18,41 |

Heerenveen 2002 ·
Heerenveen 2006 · 
Heerenveen 2010 · 
Heerenveen 2014 · 
Heerenveen 2018 · 
Heerenveen 2022